# Magam Arabe
Magam Arabe est une localité de l'Extrême-Nord du Cameroun, située à proximité de la frontière avec le Nigéria. Elle dépend de la commune de Fotokol et du département de Logone-et-Chari. 

## Géographie

### Localisation
La localité se situe dans la région de l'Extrême-Nord, dépendant de la commune de Fotokol, et se situe non loin de la route reliant Fotokol ainsi que le Nigéria (environ 25 minutes de voiture en temps de trajet pour Fotokol).

## Population
Lors du recensement de 2005 la population s'élevait à 268 personnes dont 148 hommes et 120 femmes.
Comme pour Glo Arabe et Golmo Arabe, le nom du village fait référence à la forte présence des Arabes choua dans l'arrondissement. La population est majoritairement musulmane.

### Santé
Durant la période 1987/1997 un centre de santé se situait vers Fotokol.